# Monster Garage
Monster Garage era um programa exibido pelo Discovery Channel no qual o líder, Jesse James é um famoso construtor de motos choppers e dono da West Coast Choppers. Jesse é parente direto do famoso fora da lei.

## Premissa do show
Uma equipe de cinco pessoas com  experiência mecânica, em fábrica ou de modificação é reúnida para transformar um veículo em um monstro. Isso significa geralmente transformar um veículo em outro, como um PT Cruiser que pode ser modificado para um "Wood Chiper", ou um ônibus escolar que se transformou em um barco.
Se a missão for realizada com sucesso, os participantes ganham um conjunto de ferramentas MacTol no valor de 5.000 dólares.

## Regras
De acordo com o show, as regras são as seguintes:
1. Quando completo, o monstro tem que parecer de fábrica.
2. O time tem 3000 dólares (depois aumentado para 5000) para o projeto.
3. O time tem sete dias para completar o monstro
  - O primeiro dia é para fazer o design
  - os próximos cinco são para construir
  - e o sétimo dia para testar o monstro.

A partir da quarta temporada, o time também doa uma caixa de ferramentas para uma high school de escolha deles.